# Hernanes
Anderson Hernanes de Carvalho Viana Lima (Recife, 29 de maio de 1985) é um ex-futebolista brasileiro que atuava como meio-campista.

## Carreira

### São Paulo

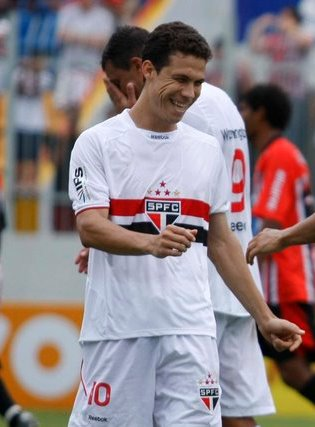
Hernanes pelo São Paulo em 2010

Dono de grande habilidade, condução de bola e bom chute tanto com a perna direita como com a esquerda, jogou no São Paulo, tendo sido revelado no Unibol, time do município de Paulista, no estado de Pernambuco. Do São Paulo, foi emprestado ao Santo André em 2006 e voltou ao Tricolor no ano seguinte. Começou a ganhar espaço no time com as saídas de Mineiro e Josué e tornou-se titular no Campeonato Brasileiro de 2007, depois de ter até excursionado pela Índia com o time "B". O São Paulo levou o título e Hernanes ganhou o prêmio Bola de Prata na posição de volante.
Em 2008, após conquistar novamente o Campeonato Brasileiro, foi eleito o melhor volante pela direita e faturou o prêmio de melhor jogador da competição.
Em janeiro de 2009, Hernanes foi considerado o jogador mais promissor do mundo pelo jornal inglês The Times.
Completou 200 jogos com a camisa do tricolor paulista no dia 28 de abril de 2010, contra o Universitario, pelas oitavas de final da Copa Libertadores da América.

### Lazio
Após diversas sondagens e negociações, em agosto de 2010 o São Paulo anunciou a venda do meia para a Lazio, por 13,5 milhões de euros. Com a eliminação do tricolor da Libertadores, Hernanes atuou pela Seleção Brasileira no amistoso contra os Estados Unidos e depois seguiu para a Itália.
O jogador chegou ao novo país com status de craque. A imprensa local o comparou a Paulo Roberto Falcão, outro grande jogador brasileiro que foi ídolo da Roma, principal rival da Lazio. Hernanes estreou num amistoso contra o Deportivo La Coruña, sendo o grande destaque do seu time, jogando menos de 45 minutos, marcando um gol de pênalti e dando uma assistência para o outro, além de ter feito grandes jogadas no decorrer da vitória por 3 a 1. Sua estreia oficial ocorreu contra a Sampdoria, em jogo válido pela Serie A. Apesar da derrota de 2 a 0, o brasileiro teve boa atuação e foi elogiado pela imprensa italiana após o jogo.
Nesta mesma temporada a Lazio fez boas partidas, e Hernanes foi um dos principais jogadores da equipe. Após este início notório, foi comparado a grandes jogadores que passaram pelo futebol italiano, como Kaká, ex-jogador do Milan o melhor do mundo em 2007, e Juan Sebastián Verón, ex-jogador da própria Lazio e da Internazionale.

### Internazionale
Em 17 de dezembro de 2013, durante a janela de transferências do inverno europeu, se despediu dos torcedores Laziales, com quem adquiriu grande identificação, e anunciou sua ida para a Inter de Milão, por 20 milhões de euros (cerca de R$ 65 milhões).
No dia 10 de maio de 2015, marcou seu primeiro gol da carreira com a perna esquerda em cobranças de falta. Este gol impressionou e atraiu a atenção de outros craques da bola parada.

### Juventus
No dia 31 de agosto de 2015, último dia da janela de transferências Hernanes foi vendido para a Juventus, por 11 milhões de euros (44 milhões de reais). Fez sua estreia em 12 de setembro, no empate em 1 a 1 com o Chievo. Marcou seu primeiro gol com a camisa da Juventus na vitória por 2 a 0 sobre o Carpi. Terminou a temporada 2015–16 com os títulos do Campeonato Italiano e da Copa da Itália.
Acabou tendo menos espaço na equipe italiana durante a temporada 2016–17, disputando apenas 13 jogos e marcando um gol, contra o Pescara, no dia 19 de novembro de 2016.

### Hebei China Fortune
Em 9 de fevereiro de 2017, a Juventus anunciou a venda de Hernanes para o Hebei China Fortune por 8 milhões de euros, podendo chegar a 10 milhões em caso de algumas cláusulas do contrato serem cumpridas.
No seu terceiro jogo oficial marcou seu primeiro gol pelo clube, sendo da vitória e de pênalti aos 25 minutos do primeiro tempo contra o Guizhou Zhicheng.

### Empréstimo ao São Paulo
No dia 19 de julho de 2017, o São Paulo Futebol Clube divulgou em seu Twitter o retorno do "Profeta" ao tricolor paulista. O Tricolor acertou um contrato por empréstimo de um ano, pagando parte do salário do atleta.
Fez sua reestreia em 29 de julho, marcando um dos gols na virada heróica do São Paulo sobre o Botafogo por 4 a 3, no Estádio Olímpico Nilton Santos. No dia 13 de agosto, marcou dois gols na vitória por 3–2 sobre o Cruzeiro, além de ter dado uma assistência para o gol de Robert Arboleda. Na rodada seguinte, voltou a marcar contra o Avaí, no empate em 1 a 1, em Florianópolis. Em 9 de setembro, marcou o primeiro gol do São Paulo no empate em 2 a 2 contra a Ponte Preta, chegando a incrível marca de sete jogos e sete gols em seu retorno.
Em 5 de janeiro de 2018, devido a uma cláusula no contrato, o Hebei China Fortune pediu o retorno de Hernanes, que confirmou sua despedida em entrevista coletiva.

### Retorno ao São Paulo
Em 29 de dezembro de 2018, voltou em definitivo ao São Paulo, que pagou 3 milhões de euros (R$ 13,2 milhões) ao clube chinês, assinando contrato por três temporadas. Fez sua primeira partida na temporada no dia 10 de janeiro de 2019, contra o Eintracht Frankfurt, pela Florida Cup. No jogo seguinte, marcou o primeiro gol do São Paulo na derrota por 4 a 2 sobre o Audax. Perdeu as primeiras rodadas do Campeonato Paulista para se recondicionar fisicamente, só estreando oficialmente na quarta rodada, na derrota para o Guarani. Na quinta rodada, contra o São Bento, marcou o gol da vitória do São Paulo por 1 a 0.
Encerrou sua passagem no São Paulo em julho de 2021, após uma sequência de lesões e pouco espaço no time titular do tricolor.

### Sport
Após rescindir com o São Paulo, foi oficialmente anunciado pelo Sport no dia 3 de agosto de 2021. Pelo clube da sua cidade, Hernanes atuou em 17 partidas, sendo a última no empate em 1 a 1 contra o Flamengo, no dia 3 de dezembro, que acabou sendo, até então, a sua última partida como profissional.

### Aposentadoria
No dia 2 de maio de 2022, aos 36 anos, Hernanes anunciou oficialmente a sua aposentadoria.

### Retorno aos gramados
Acertou seu retorno aos gramados em outubro de 2023, quase um ano e meio depois de anunciar a aposentadoria. O meia voltou a atuar pelo Sale, da sétima divisão italiana, e logo na estreia marcou o gol da vitória por 2 a 1 diante do Monteferrato.

## Seleção Nacional

### A estreia e as Olimpíadas
Hernanes teve sua primeira convocação para a Seleção Brasileira em 22 de janeiro de 2008, para um amistoso contra a Irlanda, mas estreou somente em 26 de março, contra a Suécia, entrando no decorrer do segundo tempo.
Foi titular da Seleção Brasileira nos Jogos Olímpicos de Pequim 2008, marcando o gol da vitória na estreia contra a Bélgica e, conquistando, posteriormente, a medalha de bronze para o país. Entretanto, após as Olimpíadas, não teve mais chances na Seleção do então treinador Dunga, ficando de fora da Copa do Mundo FIFA de 2010.

### Era Mano Menezes

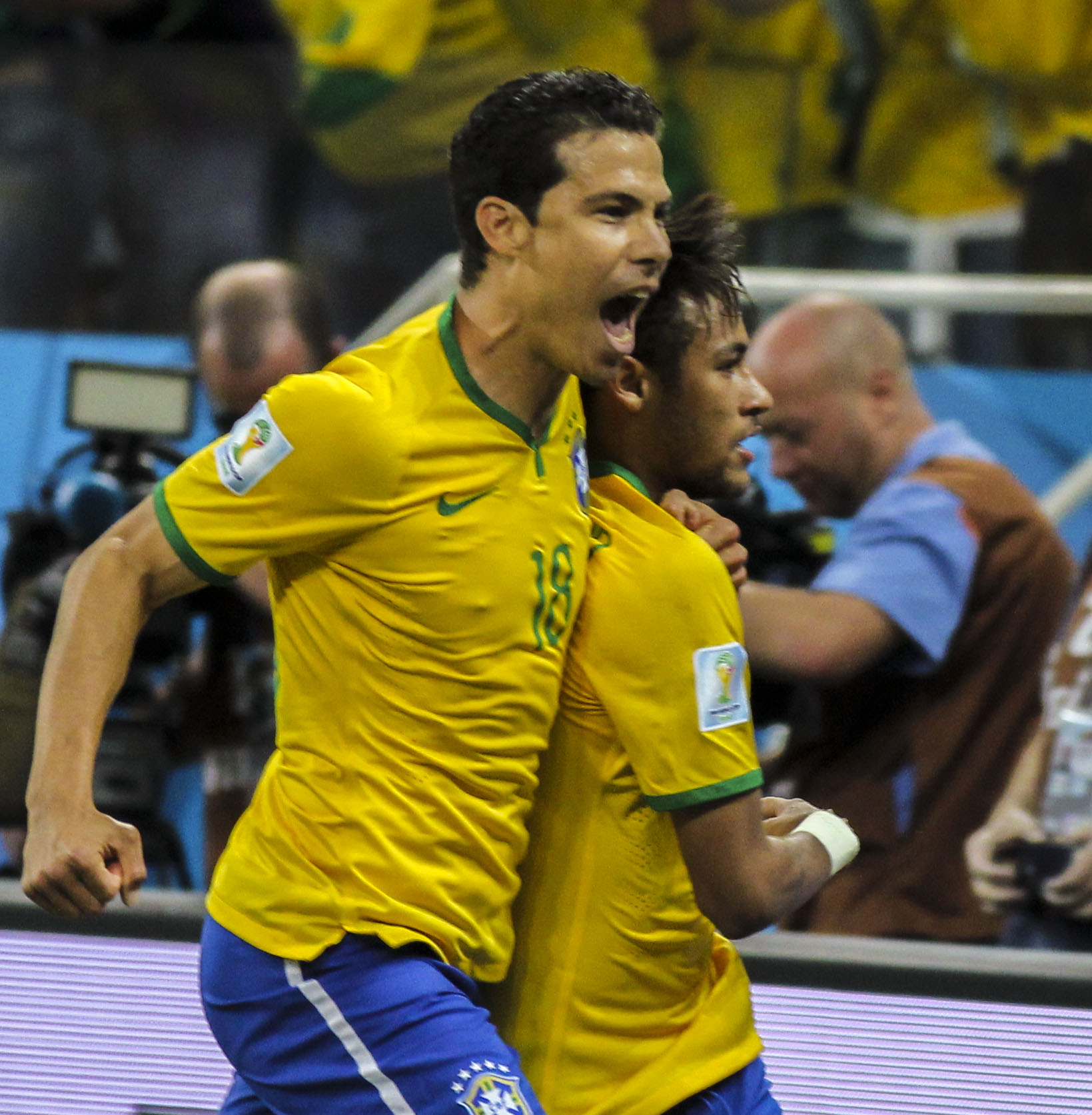
Hernanes e Neymar comemorando um gol na Copa do Mundo de 2014

Com a chegada de Mano Menezes na Seleção, Hernanes retornou à Seleção após dois anos, participando do amistoso contra os Estados Unidos, em 10 de agosto de 2010.
Depois de atuar no futebol europeu e, após alguns meses fora, a boa fase vivida na Lazio fez com que seu nome fosse quase aclamado por torcedores e jornalistas esportivos, e novas chances na Seleção naturalmente aconteceriam. Foi convocado para o amistoso contra a França, em 9 de fevereiro de 2011, em Paris. Apesar do bom futebol apresentado em seu clube, Hernanes não demonstrou bom futebol em seu retorno à Seleção e foi expulso após uma violenta entrada sobre o francês Karim Benzema, ainda no primeiro tempo da partida. Coincidentemente, Benzema foi o autor do único gol da partida, e o Brasil terminou derrotado por 1 a 0.

### Era Felipão
Com a chegada de Luiz Felipe Scolari em 2013, Hernanes retornou à Seleção, sendo convocado em maio para a Copa das Confederações FIFA. No dia 9 de junho, num amistoso contra a França, realizado em Porto Alegre, Hernanes entrou no segundo tempo quando o Brasil vencia por 1 a 0. O meia mudou a cara do time, marcou o segundo gol da equipe e viu a Seleção Brasileira vencer uma grande Seleção após três anos. Com o triunfo por 3 a 0 e a boa atuação, o meia se redimiu da derrota de 2011.
Foi convocado para atuar pela Seleção na Copa do Mundo FIFA de 2014 disputada no Brasil.

## Estatísticas
Atualizadas até 17 de julho de 2021

### Clubes
| Clube               | Temporada | Campeonato nacional | Campeonato nacional | Campeonato nacional | Copa nacional[a] | Copa nacional[a] | Copa nacional[a] | Competições continentais[b] | Competições continentais[b] | Competições continentais[b] | Outros torneios[c] | Outros torneios[c] | Outros torneios[c] | Total | Total | Total   |
| Clube               | Temporada | Jogos               | Gols                | Assist.             | Jogos            | Gols             | Assist.          | Jogos                       | Gols                        | Assist.                     | Jogos              | Gols               | Assist.            | Jogos | Gols  | Assist. |
| ------------------- | --------- | ------------------- | ------------------- | ------------------- | ---------------- | ---------------- | ---------------- | --------------------------- | --------------------------- | --------------------------- | ------------------ | ------------------ | ------------------ | ----- | ----- | ------- |
| São Paulo           | 2005      | 18                  | 3                   | 0                   | –                | –                | –                | 5                           | 1                           | 0                           | 8                  | 1                  | 0                  | 31    | 5     | 0       |
| São Paulo           | Total     | 18                  | 3                   | 0                   | –                | –                | –                | 5                           | 1                           | 0                           | 8                  | 1                  | 0                  | 31    | 5     | 0       |
| Santo André         | 2006      | 23                  | 6                   | 0                   | 8                | 1                | 0                | –                           | –                           | –                           | 12                 | 1                  | 0                  | 43    | 8     | 0       |
| Santo André         | Total     | 23                  | 6                   | 0                   | 8                | 1                | 0                | 0                           | 0                           | 0                           | 12                 | 1                  | 0                  | 43    | 8     | 0       |
| São Paulo           | 2007      | 31                  | 3                   | 2                   | –                | –                | –                | 4                           | 0                           | 0                           | 12                 | 2                  | 0                  | 47    | 5     | 2       |
| São Paulo           | 2008      | 24                  | 4                   | 4                   | –                | –                | –                | 11                          | 0                           | 0                           | 11                 | 2                  | 0                  | 46    | 6     | 4       |
| São Paulo           | 2009      | 33                  | 6                   | 9                   | –                | –                | –                | 10                          | 1                           | 1                           | 13                 | 3                  | 6                  | 56    | 10    | 16      |
| São Paulo           | 2010      | 12                  | 2                   | 5                   | –                | –                | –                | 12                          | 4                           | 1                           | 11                 | 1                  | 4                  | 35    | 7     | 10      |
| São Paulo           | Total     | 101                 | 15                  | 20                  | –                | –                | –                | 37                          | 5                           | 2                           | 47                 | 8                  | 10                 | 185   | 28    | 32      |
| Lazio               | 2010–11   | 36                  | 11                  | 6                   | 1                | 1                | 0                | –                           | –                           | –                           | –                  | –                  | –                  | 37    | 12    | 6       |
| Lazio               | 2011–12   | 31                  | 8                   | 3                   | 2                | 1                | 0                | 9                           | 2                           | 2                           | –                  | –                  | –                  | 42    | 11    | 5       |
| Lazio               | 2012–13   | 34                  | 11                  | 5                   | 5                | 2                | 0                | 14                          | 1                           | 3                           | –                  | –                  | –                  | 53    | 14    | 8       |
| Lazio               | 2013–14   | 17                  | 3                   | 2                   | 0                | 0                | 0                | 6                           | 1                           | 1                           | 1                  | 0                  | 0                  | 24    | 4     | 3       |
| Lazio               | Total     | 118                 | 33                  | 16                  | 8                | 4                | 0                | 29                          | 4                           | 6                           | 1                  | 0                  | 0                  | 156   | 41    | 22      |
| Internazionale      | 2013–14   | 14                  | 2                   | 4                   | –                | –                | –                | –                           | –                           | –                           | –                  | –                  | –                  | 14    | 2     | 4       |
| Internazionale      | 2014–15   | 26                  | 5                   | 4                   | 1                | 0                | 0                | 9                           | 0                           | 2                           | –                  | –                  | –                  | 36    | 5     | 6       |
| Internazionale      | 2015–16   | 2                   | 0                   | 0                   | –                | –                | –                | –                           | –                           | –                           | –                  | –                  | –                  | 2     | 0     | 0       |
| Internazionale      | Total     | 42                  | 7                   | 8                   | 1                | 0                | 0                | 9                           | 0                           | 2                           | –                  | –                  | –                  | 52    | 7     | 10      |
| Juventus            | 2015–16   | 14                  | 1                   | 1                   | 3                | 0                | 0                | 5                           | 0                           | 0                           | –                  | –                  | –                  | 22    | 1     | 1       |
| Juventus            | 2016–17   | 10                  | 1                   | 0                   | 1                | 0                | 0                | 2                           | 0                           | 0                           | –                  | –                  | –                  | 13    | 1     | 0       |
| Juventus            | Total     | 24                  | 2                   | 1                   | 4                | 0                | 0                | 7                           | 0                           | 0                           | –                  | –                  | –                  | 35    | 2     | 1       |
| Hebei China Fortune | 2017      | 6                   | 1                   | 0                   | –                | –                | –                | –                           | –                           | –                           | –                  | –                  | –                  | 6     | 1     | 0       |
| Hebei China Fortune | 2018      | 13                  | 3                   | 0                   | 1                | 1                | 0                | –                           | –                           | –                           | –                  | –                  | –                  | 14    | 4     | 0       |
| Hebei China Fortune | Total     | 19                  | 4                   | 0                   | 1                | 1                | 0                | –                           | –                           | –                           | –                  | –                  | –                  | 20    | 5     | 0       |
| São Paulo           | 2017      | 19                  | 9                   | 3                   | –                | –                | –                | –                           | –                           | –                           | –                  | –                  | –                  | 19    | 9     | 3       |
| São Paulo           | Total     | 19                  | 9                   | 3                   | –                | –                | –                | –                           | –                           | –                           | –                  | –                  | –                  | 19    | 9     | 3       |
| São Paulo           | 2019      | 25                  | 2                   | 4                   | 1                | 0                | 0                | 2                           | 0                           | 0                           | 11                 | 3                  | 0                  | 39    | 5     | 4       |
| São Paulo           | 2020      | 21                  | 3                   | 0                   | 1                | 0                | 0                | 5                           | 0                           | 0                           | 12                 | 1                  | 0                  | 39    | 4     | 0       |
| São Paulo           | 2021      | 0                   | 0                   | 0                   | 1                | 0                | 0                | 3                           | 0                           | 0                           | 5                  | 0                  | 0                  | 9     | 0     | 0       |
| São Paulo           | Total     | 46                  | 5                   | 4                   | 3                | 0                | 0                | 10                          | 0                           | 0                           | 28                 | 4                  | 0                  | 87    | 9     | 4       |
| Total da carreira   | 410       | 85                  | 52                  | 25                  | 6                | 0                | 94               | 10                          | 10                          | 96                          | 14                 | 7                  | 628                | 105   | 72    |         |

- a. ^ Jogos da Copa do Brasil e Copa da Itália
- b. ^ Jogos da Copa Libertadores da América, Copa Sul-Americana, Liga Europa da UEFA e Liga dos Campeões da UEFA
- c. ^ Jogos do Campeonato Paulista, Supercopa da Itália e Florida Cup

### Seleção Brasileira
Abaixo estão listados todos jogos e gols do futebolista pela Seleção Brasileira. Abaixo da tabela, clique em expandir para ver a lista detalhada dos jogos de acordo com a categoria selecionada.
Seleção principal
| Ano   |       |      |         |
| Ano   | Jogos | Gols | Assist. |
| ----- | ----- | ---- | ------- |
| 2008  | 1     | 0    | 0       |
| 2009  | 0     | 0    | 0       |
| 2010  | 1     | 0    | 0       |
| 2011  | 5     | 1    | 0       |
| 2012  | 1     | 0    | 1       |
| 2013  | 15    | 1    | 1       |
| 2014  | 4     | 0    | 0       |
| Total | 27    | 2    | 2       |

|     | Data                    | Local                                                | Resultado | Adversário           | Gols | Competição             |
| --- | ----------------------- | ---------------------------------------------------- | --------- | -------------------- | ---- | ---------------------- |
| 1.  | 26 de março de 2008     | Emirates Stadium, Londres, Inglaterra                | 1–0       | Suécia               | 0    | Amistoso               |
| 2.  | 10 de setembro de 2010  | New Meadowlands Stadium, Nova Jérsia, Estados Unidos | 2–0       | Estados Unidos       | 0    | Amistoso               |
| 3.  | 9 de fevereiro de 2011  | Stade de France, Saint-Denis, França                 | 0–1       | França               | 0    | Amistoso               |
| 4.  | 7 de outubro de 2011    | Estadio Nacional, San José, Costa Rica               | 1–0       | Costa Rica           | 0    | Amistoso               |
| 5.  | 11 de outubro de 2011   | Estádio Corona, Torreón, México                      | 2–1       | México               | 0    | Amistoso               |
| 6.  | 10 de novembro de 2011  | Stade d'Angondjé, Libreville, Gabão                  | 2–0       | Gabão                | 1    | Amistoso               |
| 7.  | 14 de novembro de 2011  | Al-Rayyan Stadium, Al Rayyan, Qatar                  | 2–0       | Egito                | 0    | Amistoso               |
| 8.  | 28 de fevereiro de 2012 | AFG Arena, São Galo, Suíça                           | 2–1       | Bósnia e Herzegovina | 0    | Amistoso               |
| 9.  | 21 de março de 2013     | Estádio de Genebra, Genebra, Suíça                   | 2–2       | Itália               | 0    | Amistoso               |
| 10. | 25 de março de 2013     | Stamford Bridge, Londres, Inglaterra                 | 1–1       | Rússia               | 0    | Amistoso               |
| 11. | 2 de junho de 2013      | Maracanã, Rio de Janeiro, Brasil                     | 2–2       | Inglaterra           | 0    | Amistoso               |
| 12. | 9 de junho de 2013      | Arena do Grêmio, Porto Alegre, Brasil                | 3–0       | França               | 1    | Amistoso               |
| 13. | 15 de junho de 2013     | Estádio Mané Garrincha, Brasília, Brasil             | 3–0       | Japão                | 0    | Copa das Confederações |
| 14. | 19 de junho de 2013     | Estádio Castelão, Fortaleza, Brasil                  | 2–0       | México               | 0    | Copa das Confederações |
| 15. | 22 de junho de 2013     | Arena Fonte Nova, Salvador, Brasil                   | 4–2       | Itália               | 0    | Copa das Confederações |
| 16. | 26 de junho de 2013     | Estádio Mineirão, Belo Horizonte, Brasil             | 2–1       | Uruguai              | 0    | Copa das Confederações |
| 17. | 30 de junho de 2013     | Maracanã, Rio de Janeiro, Brasil                     | 3–0       | Espanha              | 0    | Copa das Confederações |
| 18. | 14 de agosto de 2013    | St. Jakob-Park, Basileia, Suíça                      | 0–1       | Suíça                | 0    | Amistoso               |
| 19. | 7 de setembro de 2013   | Estádio Mané Garrincha, Brasília, Brasil             | 6–0       | Austrália            | 0    | Amistoso               |
| 20. | 10 de setembro de 2013  | Gillette Stadium, Foxborough, Estados Unidos         | 3–1       | Portugal             | 0    | Amistoso               |
| 21. | 12 de outubro de 2013   | Seul World Cup Stadium, Seul, Coreia do Sul          | 2–0       | Coreia do Sul        | 0    | Amistoso               |
| 22. | 15 de outubro de 2013   | Estádio Nacional de Pequim, Pequim, China            | 2–0       | Zâmbia               | 0    | Amistoso               |
| 23. | 19 de novembro de 2013  | Rogers Centre, Toronto, Canadá                       | 2–1       | Chile                | 0    | Amistoso               |
| 24. | 3 de junho de 2014      | Serra Dourada, Goiânia, Brasil                       | 4–0       | Panamá               | 0    | Amistoso               |
| 25. | 12 de junho de 2014     | Arena Corinthians, São Paulo, Brasil                 | 3–1       | Croácia              | 0    | Copa do Mundo de 2014  |
| 26. | 4 de julho de 2014      | Arena Castelão, Fortaleza, Brasil                    | 0-0       | México               | 0    | Copa do Mundo de 2014  |
| 27. | 12 de julho de 2014     | Estádio Mané Garrincha, Brasília, Brasil             | 4-1       | Camarões             | 0    | Copa do Mundo de 2014  |

## Títulos
São Paulo
- Campeonato Brasileiro: 2007 e 2008
- Campeonato Paulista: 2021

Lazio
- Copa da Itália: 2012–13

Juventus
- Serie A: 2015–16
- Copa da Itália: 2015–16

Seleção Brasileira
- Copa das Confederações FIFA: 2013

### Prêmios individuais
- Bola de Prata: 2007, 2008 e 2017
- Melhor Jogador do Campeonato Brasileiro: 2008 - Troféu Mesa Redonda
- Melhor Jogador do Campeonato Brasileiro: 2008 - Prêmio Craque do Brasileirão
- Melhor Jogador do Futebol Brasileiro: 2008 - Four Four Two
- Melhor Jogador do Mundo Sub-23: 2009 - The Times
- Melhor Volante do Campeonato Brasileiro: 2007, 2008, 2009 e 2017
- Seleção do Campeonato Brasileiro: 2007, 2008, 2009 e 2017[48]
- Prêmio Craque da Galera: 2017[49]
- Gol mais bonito do Campeonato Brasileiro: 2017[50]
- Prêmio Futebol no Mundo da ESPN Brasil de Jogador Revelação pela crítica: 2010–11
- 71º Melhor Jogador do Ano de 2012 (The Guardian)[51]
- Melhor Jogador da Copa da Itália: 2012–13
- Seleção da Serie A: 2012–13 (eleito por jornalistas)
- Melhor Segundo Volante do Campeonato Brasileiro: 2017 - Troféu Mesa Redonda